# مارلون براندائو
مارلون براندائو (انگلیسی: Marlon Brandão؛ زادهٔ ۱ سپتامبر ۱۹۶۳) بازیکن سابق فوتبال اهل برزیل است که در پست مهاجم بازی می‌کرد.